# Michael Lehmann
Michael Stephen Lehmann (San Francisco, California; 30 de marzo de 1957) es un director de cine y televisión estadounidense.

## Biografía
Su primer trabajo en la industria cinematográfica fue atendiendo llamadas en el estudio filmográfico de Francis Ford Coppola, el American Zoetrope. Más tarde fue supervisor de cámaras en películas como The Outsiders, de 1983. Lehmann asistió a la escuela de cine USC School of Cinematic Arts, en Los Ángeles, California, donde se graduó en 1985. Estando en la USC, dirigió Beaver Gets a Boner, cortometraje con el que se cree que llamó la atención de los ejecutivos que más tarde le contrataron.
La película por la que Lehmann es más recordado es la comedia negra Heathers (Escuela de jóvenes asesinos), de 1989, protagonizada por Winona Ryder y Christian Slater.
Además, ha dirigido otras comedias como 40 días y 40 noches, The Truth About Cats & Dogs, El gran halcón, Airheads (Cabezas huecas) y ¡Porque lo digo yo!.
En 1994, fue productor ejecutivo de la película de Tim Burton Ed Wood y dirigió su primer spot publicitario en 1996 para McDonald's.
Por otro lado, Lehmann siempre ha estado muy ligado al mundo de la televisión, donde ha dirigido varios episodios de series como Californication, la comedia de HBO The Comeback y las series dramáticas de HBO Big Love y True Blood, así como episodios para American Horror Story.
A pesar del éxito que obtuvo con ella, Lehmann afirmó que nunca rodaría una secuela de Heathers.

## Filmografía
Cine
| Año  | Título                                 |
| ---- | -------------------------------------- |
| 1989 | Heathers (Escuela de jóvenes asesinos) |
| 1991 | Meet the Applegates                    |
| 1991 | El gran halcón                         |
| 1994 | Airheads (Cabezas huecas)              |
| 1996 | The Truth About Cats & Dogs            |
| 1998 | Aquí mi gigante                        |
| 2002 | 40 días y 40 noches                    |
| 2007 | ¡Porque lo digo yo!                    |
| 2007 | Flakes                                 |

Televisión
| Año       | Título                         | Episodio(s)            |
| --------- | ------------------------------ | ---------------------- |
| 1994-1997 | The Larry Sanders Show         | 5 episodios            |
| 1999      | El ala oeste de la Casa Blanca | A falta de cinco votos |
| 2005      | The Comeback                   | 4 episodios            |
| 2006-2009 | Big Love                       | 3 episodios            |
| 2008-2013 | Californication                | 6 episodios            |
| 2008-2013 | True Blood                     | 15 episodios           |
| 2009-2011 | Bored to Death                 | 7 episodios            |
| 2010      | The Big C                      | 2 episodios            |
| 2011      | Nurse Jackie                   | 2 episodios            |
| 2011-2012 | Dexter                         | 3 episodios            |
| 2011-2013 | American Horror Story          | 3 episodios            |
| 2013      | Go On                          | 2 episodios            |